# John Woodruff
John Youie Woodruff, född 5 juli 1915 i Connellsville i Pennsylvania, död 30 oktober 2007 i Fountain Hills i Arizona, var en amerikansk friidrottare.
Woodruff blev olympisk mästare på 800 meter vid olympiska sommarspelen 1936 i Berlin